# استیو بنن
استیون کوین «استیو» بَنِن (انگلیسی: Stephen Bannon؛ زاده ۲۷ نوامبر ۱۹۵۳) بیزنسمن و مدیر رسانه‌ای اهل آمریکا است که از ژانویه تا اوت ۲۰۱۷ به عنوان استراتژیست ارشد و مشاور دونالد ترامپ، رئیس‌جمهور ایالات متحده آمریکا فعالیت می‌کرد. او در این مسئولیت از ۲۸ ژانویه ۲۰۱۷ تا زمان برکناری مایکل تی. فلین در ۱۳ فوریه ۲۰۱۷، به‌طور مرتب در جلسات کمیته اصول شورای امنیت ملی ایالات متحده آمریکا شرکت می‌کرد.
بنن پیش از تصدی منصب خود در کاخ سفید، مدیرعامل ارشد اجرایی کمپین ریاست‌جمهوری دونالد ترامپ، ۲۰۱۶ بود. پیش از حضور در سیاست، او رئیس اجرایی هیئت مدیره وبگاه برایتبارت نیوز، از وبگاه‌های سیاسی محافظه‌کار آمریکایی بود.
بنن افسر نیروی دریایی، بانک‌دار، مجری رادیو، اداره‌کننده پژوهش، تهیه‌کننده فیلم و مدیر رسانه‌ای بوده‌است. او به مدت هفت سال در دهه ۱۹۷۰ و اوایل دهه ۱۹۸۰ از افسران نیروی دریایی ایالات متحده آمریکا بود و در ناوشکن یوا پال اف فاستر و نیز در پنتاگون کار می‌کرد. پس از کار در بخش نظامی، در بخش ادغام‌ها و اکتسابات گلدمن ساکس به عنوان بانکدار سرمایه‌گذاری کار کرد. هنگام ترک این شرکت، بنن دارای جایگاه نایب رئیس بود. در سال ۱۹۹۳، او کفیل اداره‌کننده پروژه پژوهشی علوم زمین زیست‌کره ۲ شد. در اوایل دهه ۱۹۹۰، او در صنعت فیلم و رسانه هالیوود تهیه‌کننده اجرایی شد و از سال ۱۹۹۱، ۱۸ فیلم تهیه کرد. بنن دارای دو مدرک فوق لیسانس است.

## آغاز زندگی و تحصیلات
او در ۲۷ نوامبر ۱۹۵۳ در نورفک، ویرجینیا در یک خانواده کاتولیک ایرلندی‌تبار، یقه آبی و طرفدار جان اف. کندی از حزب دموکرات به دنیا آمد.
بنن در ۱۹۷۶ از دانشگاه ایالتی و مؤسسه پلی‌تکنیک ویرجینیا با مدرک کارشناسی برنامه‌ریزی شهری فارغ‌التحصیل شد. او مدرک کارشناسی ارشد مطالعات امنیت ملی خود را از دانشگاه جرج‌تاون گرفت. در ۱۹۸۳، مدرک ام‌بی‌ای را با افتخار از مدرسه کسب و کار هاروارد دریافت کرد.

## خدمت نظامی
بنن از افسران نیروی دریایی ایالات متحده آمریکا بوده و در ناوگان اقیانوس آرام ایالات متحده آمریکا به عنوان افسر سیستم‌های جنگ‌افزاری فعالیت کرده‌است. هیچ‌یک از مأموریت‌های کشتی که او در آن کار می‌کرده رزمی نبوده، ولی وظایف این کشتی سخت و خسته‌کننده بوده‌است. هم‌قطاران وی در کشتی بنن را حاذق، آرام و کوشا توصیف کرده‌اند. در سال ۱۹۸۰، بنن بر کشتی یواس‌اس پال‌فاستر خدمت نظامی می‌کرد و به آن‌ها دستور داده شد که حین عملیات برای آزادی گروگان‌های آمریکایی به سواحل ایران نزدیک شوند. مأموریت با اصابت یک بالگرد آمریکایی به یک هواپیمای آمریکایی دیگر در بیابان ایران و کشته شدن ۸ نفر با شکست مواجه شد. بنن این مأموریت شکست خورده نجات گروگان‌ها را از لحظات تعیین‌کننده زندگی خود دانسته و آن را به عنوان نمونه سوزناکی از رهبری نظامی و ریاست‌جمهوری شکست خورده می‌داند. او گفت پیش از آن که به این نتیجه برسد که رئیس‌جمهور وقت جیمی کارتر نیروی دریایی را تضعیف کند و به مأموریت نجات ضربه بزند، علاقه‌ای به سیاست نداشته‌است. بنن هفت سال در نیروی دریایی و سه سال در پنتاگون در امور بودجه‌ای فعالیت کرده‌است. او در گفتگویی در توصیف تجربه خود از لنگرانداختن کشتیشان در ایران گفته‌است: «وقتی ما به ایران رسیدیم مثل این بود که بر ماه فرود بیایی، عین قرن پنجم بود-کاملاً بدوی.»

## کسب‌وکار

### بانکداری سرمایه‌گذاری
بنن پس از خدمت نظامی خود در شرکت مدیریت سرمایه‌گذاری گلدمن ساکس به عنوان بانکداری سرمایه‌گذاری در بخش ادغام‌ها و اکتساب‌ها کار کرد. او هنگام ترک شرکت از موقعیت نایب رئیس برخوردار بود. بنن و شماری از همکارانش از گلدمن سکس در سال ۱۹۹۰ بانک سرمایه‌گذاری بنن و شرکا را تأسیس کردند که تخصص آن در زمینه رسانه بود. بنن از طریق این کمپانی فروش کسل راک انترتینمنت به تد ترنر را مذاکره کرد. بنن و شرکا به عنوان هزینه در عوض سهام مالی در پنج برنامه تلویزیونی از جمله ساینفلد را پذیرفتند. سوسیته ژنرال بنن و شرکا را در ۱۹۹۸ خریداری کرد.

### فیلم‌سازی
استیون کوین بنن پیش از آن که به فیلم‌سازی روی آورد، سرمایه‌گذار هالیوود بوده‌است. او کارگردان، فیلم‌نامه‌نویس و تهیه‌کننده هفده فیلم مستند در رابطه با مشکلات موجود در جامعه ایالات متحده آمریکا مانند بیکاری جوانان، اختلاف طبقاتی، زیاده خواهی وال استریت و سیاستمداران فاسد بوده‌است. دو فیلم مشهور او «آتش در قلب سرزمین» و «شکست نخورده» در رابطه با مبارزات انتخاباتی سارا پیلین فرماندار ایالت آلاسکا و حملاتی که از طرف دو حزب سیاسی اصلی و جریان اصلی مطبوعات ایالات متحده به او شد، ساخت.

او در سخنرانی که در مؤسسه بازسازی آزادی و در سال ۲۰۱۱ دربارهٔ فیلم «نسل صفر» گفت:
دلیل این نام‌گذاری این بود که در حرکت اجتماعی اشغال وال استریت، زمانی که به نسل جدید ایالات متحده آمریکا نگاه می‌کنیم بسیار غم‌انگیز است که به شدت در وضعیت نامناسبی هستند و دربارهٔ تاریخ کشور و اصول دموکراسی و اصول سرمایه‌داری هیچ نمی‌دانند و ما هیچ اعتباری به آنها نمی‌دهیم.

## ویژگی‌ها
او خود را یک ملی‌گرای اقتصادی می‌داند که به شدت نگران طبقه متوسط و کارگر جامعه است و بر این باور است که جهانی‌شدن سبب شده که این قشر با بیکاری مفرط دست و پنجه نرم کند.
بنن کم مصاحبه می‌کند و بیشتر در سایه است. وی خود را لنینیستی می‌خواند که می‌خواهد کلیت سیستم حاکم کنونی آمریکا را در هم بشکند.
او از جنبش عوام‌گرایی اندرو جکسون (رئیس‌جمهور آمریکا ۱۸۲۹–۱۸۳۷ و بنیان‌گذار حزب دموکرات آمریکا) به عنوان الگوی خود برای ساختن یک جنبش سیاسی نوین نام برده‌است.
پیشتر اتهامات یهودستیزانه علیه او عنوان شده بود. دیوید دوک، رهبر پیشین گروه کو کلاکس کلان، انتخاب او را به این عنوان، تصمیمی «عالی» خواند.

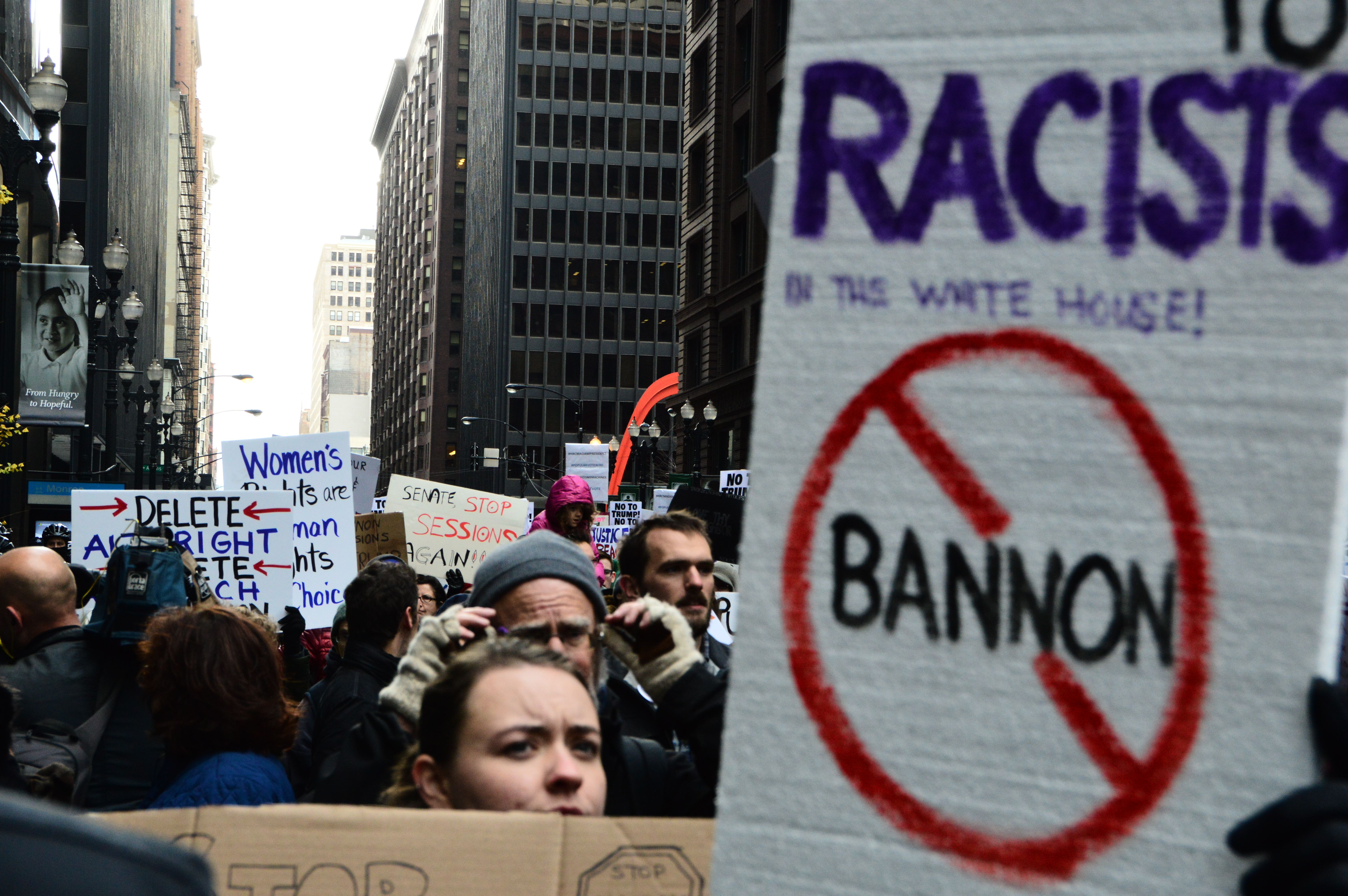
تظاهرات علیه استیو بنن

## دیدگاه‌ها

### زنان
بنن دربارهٔ زنان و حملاتی که به دلیل جنسیت به آن‌ها می‌شود گفت:
زنان مدیر اجرایی خانواده‌های ایالات متحده آمریکا هستند و می‌دانند هر بسته خواربار صد دلار آمریکا است. زمانی که فرزندشان بعد از پایان دانشگاه و با پنجاه هزار دلار قرض (وام دانشجویی) و بیکار به خانه بر می‌گردد، چه معنایی دارد؟».
او گفت: دلیل ساخت این فیلم (کدام فیلم؟) این بود که «من به دوستانم که در وال‌استریت هستند که می‌گویند زنان بیمبو هستند. می‌گویم من زنان بسیاری را می‌شناسم که به اندازه شما باهوش هستند». او گفت «این فیلم دربارهٔ سارا پیلین نیست بلکه داستان او است»

### جامعه‌شناسی
او می‌گوید: «دلیل خشم طبقه متوسط این است که آنها متوجه شده‌اند ما سیستمی داریم که برای طبقه پایین و فقیر و طبقه بالا و مرفه جامعه سوسیالیست است که نه مالیاتی بدهند و به شکل مکرر از دولت کمک دریافت کنند». او گفت: «طبقه متوسط باید خواستار توقف افزایش مالیات‌ها بشود». او ادامه داد «ارزش کار سارا پیلن این بود که از طبقه متوسط و ستون فقرات جامعه برخاست تا برای حقوق آنها مبارزه کند».

### جنبش تی پارتی
بنن دربارهٔ جنبش تی پارتی گفت «خشم جنبش تی پارتی، نژادپرستانه، ضد همجنس‌گرایی و ناحیه گرایی نیست. بلکه طبقه متوسط جامعه است که نابودی خود و فرزندانشان را -در سیستم ناکارآمد- می‌بینند»

### اوباما
او دربارهٔ باراک اوباما گفت «اوباما مشکل نیست بلکه عارضه یک مشکل است و باید برکنار شود».

### مهاجرت
او مهاجرت به ایالات متحده آمریکا را «قلب مشکلات» آمریکا می‌داند. از دید او، عامل مشکلات، نه تنها مهاجران غیرقانونی که مهاجران قانونی نیز هستند. او در نکوهش مهاجرت گفته:
مهاجران کشورهای آسیای جنوب شرقی تمام رشته‌های مهندسی را گرفته‌اند، نه در تحصیلات تکمیلی جایی برای دانشجویان آمریکایی هست نه در بازار کار.

### مقابله با رسانه‌ها
بنن در مصاحبه اخیر خود با نیویورک تایمز در حمله‌ای شدید به رسانه‌ها گفت: «رسانه‌ها باید شرمگین و زبون باشند، دهانشان را ببندند و برای مدتی تنها گوش دهند.» او از رسانه‌ها به عنوان صدای اپوزیسیون نام برد.

### اسلام
او باور عمیق به تقابل میان دنیای یهودی-مسیحی با دنیای اسلام دارد. از دید وی این تقابل به نوعی جنگ مقدس خواهد انجامید. این دیدگاه او، مشابه نظریه جنگ تمدن‌های ساموئل هانتینگتون است. او هشدار داده‌است که مسیحیان باید هر چه سریعتر برای این تقابل آماده شوند و ایالات متحده علاوه بر خاورمیانه با چین نیز وارد رویارویی نظامی خواهد شد.

### چین
او طرفدار «جنگ اقتصادی علیه چین» بود.

### راست‌گرایی
بعضی افراد اندیشه‌های او به گروه‌های راست‌گرایان تندرو و لیبرال‌های راست‌گرا چون نئونازی‌ها یا کو کلاکس کلان که به داشتن باورهایی مانند یهودی‌ستیزی و برترپنداری نژاد سفید شناخته می‌شوند منتسب می‌کنند اما او خود پس از خشونت‌های گردهمایی اتحاد راست‌گرایان ۲۰۱۷ در شارلوتزویل، ویرجینیا در یک مصاحبه با مجله چپ‌گرای آمریکن پراسپکت با «دلقک» خواندن نئونازی‌ها و کوکلاکس‌کلان و راست‌گرایان افراطی، میان خود و سفیدبرترپنداران فاصله‌گذاری کرد.

### کره شمالی
او برخلاف دونالد ترامپ، جوزف دانفورد (رئیس ستاد مشترک ارتش) و ارتشبد جیمز متیس (وزیر دفاع آمریکا) دربارهٔ استفاده از گزینه نظامی علیه برنامه هسته‌ای کره شمالی گفته بود که تا زمانی که امنیت جانی ۱۰ میلیون ساکن شهر سئول پایتخت کره جنوبی تضمین نشود حمله نظامی به کره شمالی «بی‌معنا است».

## فعالیت سیاسی

### کمپین انتخاباتی ترامپ
بنن در ۱۷ اوت ۲۰۱۶ به عنوان مدیرعامل ارشد اجرایی کمپین انتخابات ریاست جمهوری دونالد ترامپ منصوب شد. او توانسته بود آرای راست‌گرایان تندرو و لیبرال‌های راست‌گرا را به نفع دونالد ترامپ جمع کند.

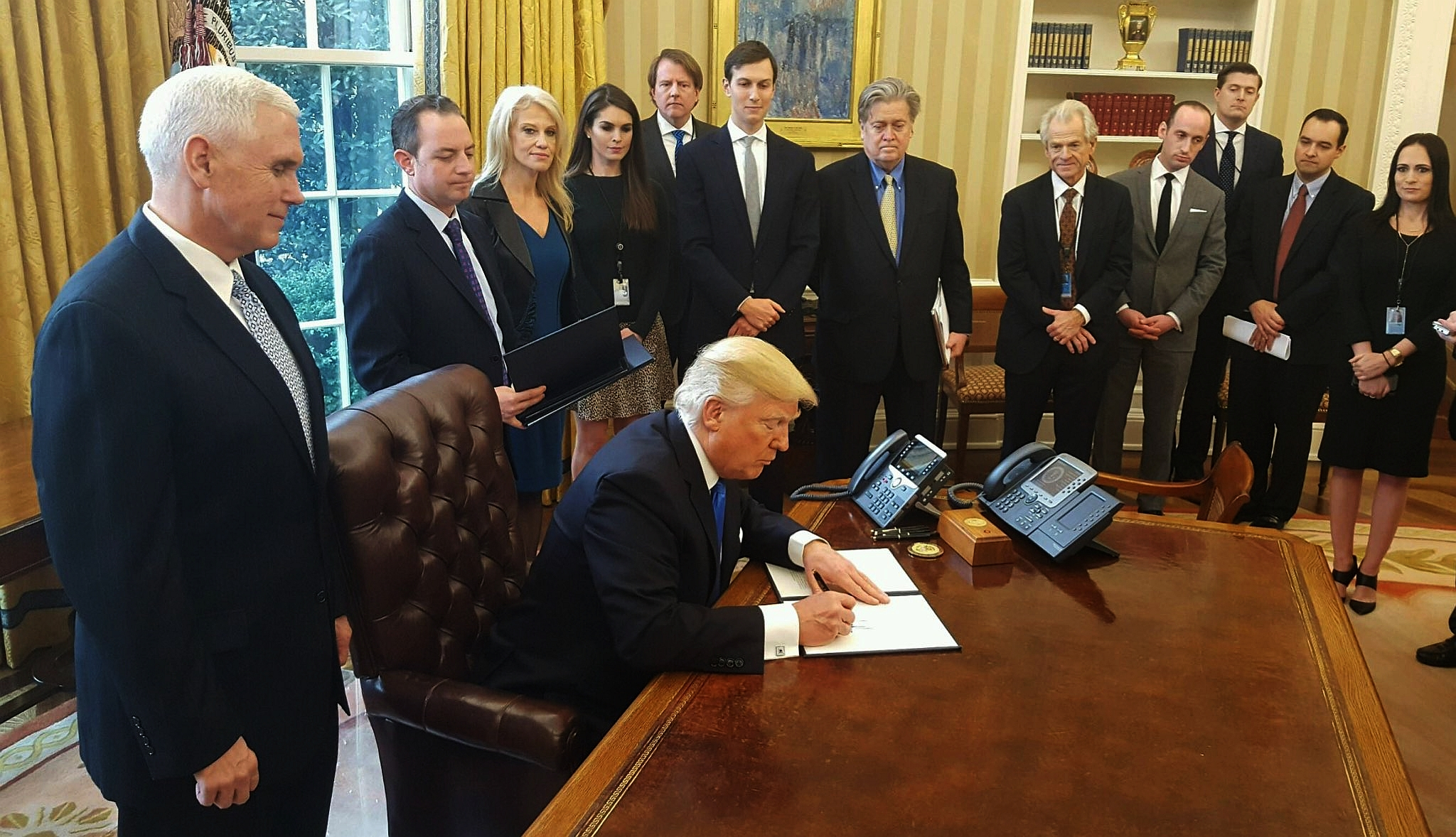
بنن در حال تماشای امضای فرمان اجرایی توسط رئیس‌جمهور.

در ۱۳ نوامبر ۲۰۱۶ به عنوان استراتژیست ارشد و مشاور ارشد رئیس‌جمهور منتخب دونالد ترامپ منصوب شد. این انتصاب از آنجا که برخی اظهارات در برایتبارت نیوز یهودستیزانه یا نژادپرستانه دانسته می‌شدند با مخالفت اتحادیه ضد افتراء، شورای روابط اسلامی-آمریکایی، مرکز حقوقی فقر جنوبی، هری رید رهبر اقلیت دمکرات سنا و برخی استراتژیست‌های جمهوریخواه مواجه شد.
ترامپ در گفتگویی با نیویورک تایمز به مجادلات در خصوص انتصاب بنن پاسخ داد و گفت «من مدت زیادی است استیو بنن را می‌شناسم. اگر فکر می‌کردم او نژادپرست، آلت-رایت یا هر یک از چیزهایی است که می‌توانیم به کار ببریم، هرگز به استخدام او فکر نمی‌کردم».

### دولت ترامپ
به گفته بی‌بی‌سی از زمان روی کار آمدن دونالد ترامپ در ژانویه ۲۰۱۷، استیو بنن با سمت‌های «استراتژیست ارشد کاخ سفید» و «مشاور ارشد رئیس‌جمهور ایالات متحده آمریکا»، پرنفوذترین فرد بر دونالد ترامپ بوده‌است طوری که از او به عنوان «رئیس‌جمهور در سایه» یاد می‌شود. سمت «استراتژیست ارشد کاخ سفید» از زمان ورودی بنن به وجود آمده‌است.
در چند ماه خدمت در کاخ سفید، بنن بارها با دیگر افراد دولتی مانند ایچ. آر. مک مستر(مشاور امنیت ملی) و دیگر مشاوران دونالد ترامپ مانند جرد کوشنر (داماد رئیس‌جمهور) دچار اختلاف شدید شد و سرانجام در ۱۸ آوت ۲۰۱۷ از سوی دونالد ترامپ از هر دو سمت سیاسی خود اخراج شد. این حرکت در پی بازبینی جایگاه کاری استیو بنن از سوی ارتشبد جان اف. کلی (رئیس دفتر جدید ترامپ و جانشین راینس پریبس) و با هدف هرج و مرج زدایی انجام شد. بنن به خبرگزاری بلومبرگ گفت با وجود اخراج، او همچنان حامی دونالد ترامپ است.
به گزارش رسانه‌های آمریکا او بار دیگر کار در نشریه برایتبارت را از سر می‌گیرد.

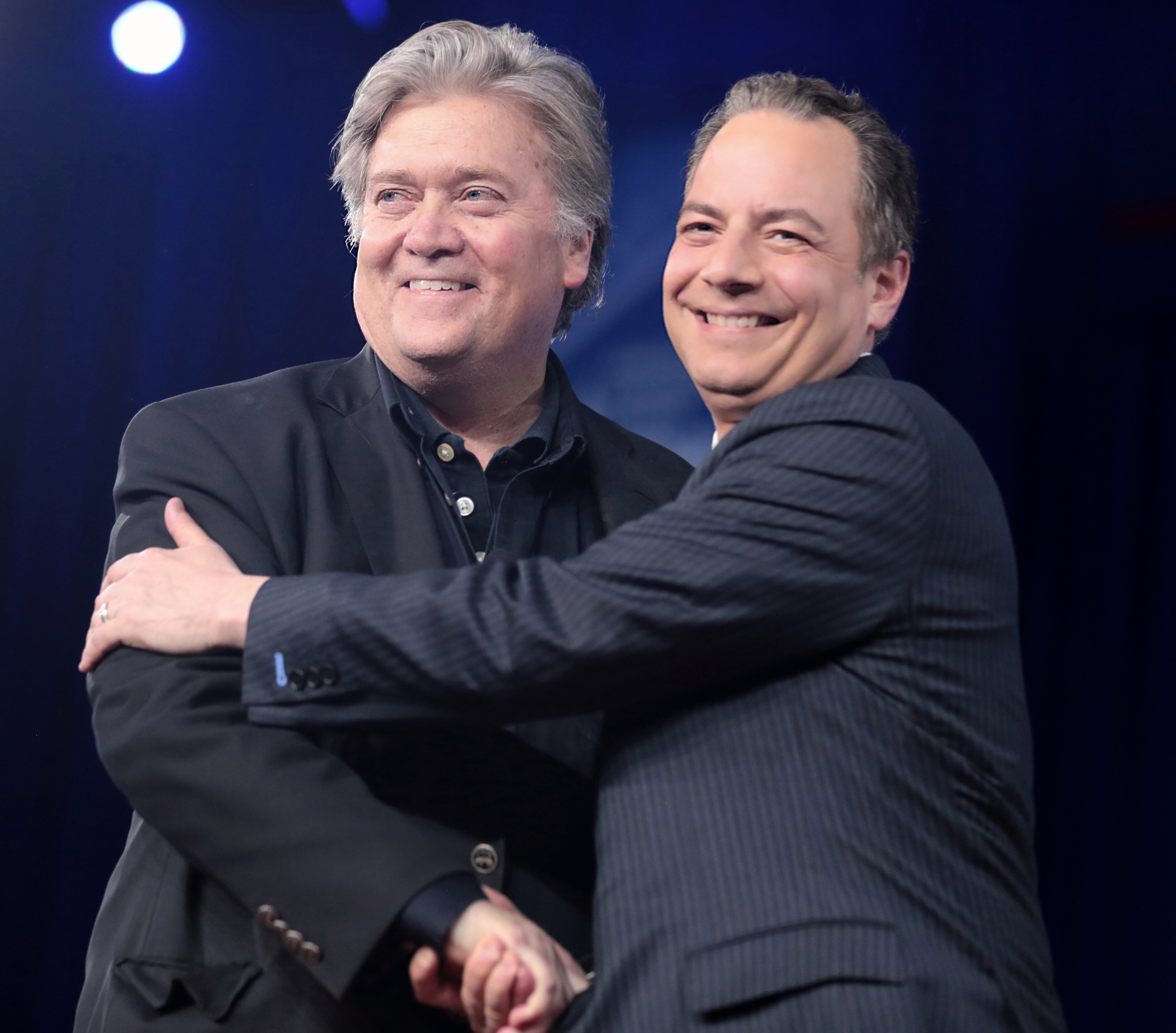
استیو بنن و راینس پریبس (رئیس دفتر دونالد ترامپ) در گردهمایی کنشگران سیاسی محافظه کار (۲۰۱۷)

## تاثیرگذاران
نویسنده لبنانی آمریکایی نسیم نقولا طالب، وبلاگ‌نویس نو ارتجاعی کرتیس یاروین و روشنفکر محافظه‌کار مایکل آنتن و همچنین کتاب «چرخش چهارم» ویلیام استراوس و نیل هو، سه تن از اثرگذاران اصلی در تفکر سیاسی استیو بنن خوانده شده‌اند.

## زندگی شخصی
بنن سه بار ازدواج کرده که هر سه بار به طلاق انجامیده‌است. او سه دختر بزرگسال دارد.

## فیلم‌شناسی
بنن نویسنده، تهیه‌کننده یا کارگردان فیلم‌های زیر بوده‌است:
| سال  | عنوان       | نقش                       | ملاحظات |
| ---- | ----------- | ------------------------- | ------- |
| ۱۹۹۹ | تیتوس       | یکی از تهیه‌کنندگان اجرایی |         |
| ۲۰۱۶ | پول کلینتون | نویسنده و تهیه‌کننده       |         |